# دهستان قلندرآباد
قلندرآباد، دهستانی از توابع بخش قلندرآباد شهرستان فریمان در استان خراسان رضوی ایران است.

## جمعیت
جمعیت این دهستان بر اساس سرشماری سال ۱۳۸۵ جمعیت آن (۲۳۳۸ خانوار) ۱۰۲۴۳ نفر 
می باشد.